# Папанаши
Папанаши је румунско и молдавско традиционално пржено или кувано пециво.

## Припрема
Папанаши је у облику крофне са рупом на врху. Тесто се прави од меког сира као што је urdă, замене укључују и рикоту. Сервирају се са кремом или павлаком и преливене су вишњама или џемом.
Папанаши тесто се може пржити или кувати, као кнедла.
Састојци: гриз или пшенично брашно, урда или рикота, рум или лимунова кора или кора од поморанџе, вишње, павлака или крем франш, ванила, јаја, шећер, со, путер, сода бикарбона.

## Етимологија
Верује се да реч papanași потиче из латинског pappa, што значи „храна за децу”.